# Brombach

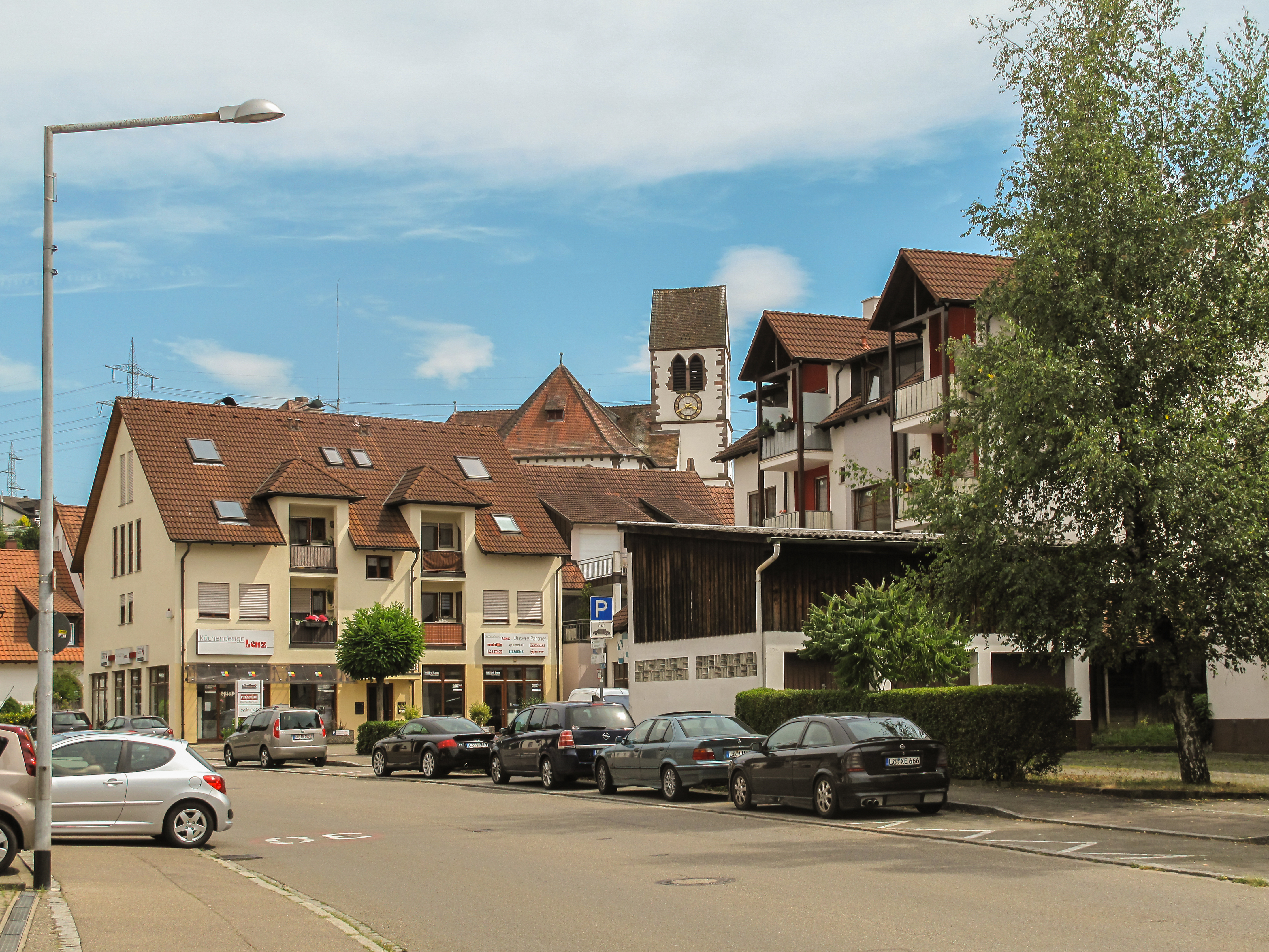
Brombach, vista en la calle con la iglesia (Germanuskirche) al fondo

Brombach es un barrio de Lörrach en Baden-Wurtemberg, Alemania desde 1975. Está ubicado a una altitud de 310 a 320 m entre el monte Dinkelberg al sur y la Selva Negra Meridional al norte y tiene unos 6.400 habitantes.
Las primeras huellas de asentamiento humano hallados son de los siglos II y I antes de Cristo y la finca romana ("villa rustica") fue creada en el siglo II después de Cristo. La primera mención escrita de la aldea se encuentra en un documento de donación del año 786 bajo el nombre "prampahch". De 786 a 1493 el nombre de la aldea se encuentra en las siguientes versiones ortográficas: Prampahch - Branbach - Brambach - Bronbach - Brombach. El significado más probable del topónimo es: arroyo (en alemán: Bach) en cuya orilla crecen zarzas (en alto alemán medio: Brame).